# پتانسیل الکتروشیمیایی
هر گونه گونه شیمیایی (مثلاً «مولکولهای آب»، «یونهای سدیم»، «الکترونها» و غیره) دارای یک پتانسیل الکتروشیمیایی (مقدار با واحد انرژی) در هر نقطه ای از فضا است که نشان می‌دهد افزودن این‌گونه به آن نقطه چقدر آسان یا دشوار است. در صورت امکان، یک گونه از مناطقی با پتانسیل الکتروشیمیایی بالایی به مناطق با پتانسیل الکتروشیمیایی پایین‌تر حرکت می‌کند؛ در حالت تعادل، پتانسیل الکتروشیمیایی برای هر گونه در همه جا ثابت خواهد بود (ممکن است برای گونه‌های مختلف ارزش متفاوت داشته باشد).